# Lakshmisagar, Sira
Lakshmisagar là một làng thuộc tehsil Sira, huyện Tumkur, bang Karnataka, Ấn Độ.